# Nick Wechsler
Samuel Nicholas 'Nick' Wechsler (Albuquerque, 3 september 1978) is een Amerikaans acteur.

## Biografie
Wechsler werd geboren in Albuquerque als vijfde van acht kinderen, en doorliep de high school aan de Highland High School in zijn geboorteplaats waar hij in 1996 zijn diploma haalde. Na zijn high school verhuisde hij naar Hollywood voor zijn acteercarrière. 
Wechsler begon in 1996 met acteren in de film Full Circle, waarna hij nog meerdere rollen speelde in films en televisieseries. Zo speelde hij in onder andere Team Knight Rider (1997-1998), Roswell High (1999-2002) en Revenge (2011-2015). Wechsler werd tweemaal genomineerd voor een Teen Choice Award, in 2002 voor zijn rol in de televisieserie Roswell High en in 2013 voor zijn rol in de televisieserie Revenge. 

## Filmografie

### Films
Uitgezonderd korte films.
- 2016 Recon - als Freddie
- 2010 Switchback - als Jonathan Weston
- 2008 Lie to Me - als Luke
- 2000 Chicks, Man - als Nick
- 1996 Full Circle - als overvaller

### Televisieseries
Uitgezonderd eenmalige gastrollen.
- 2025 The Hunting Party - als Oliver Odell - 10 afl.
- 2022 The Boys - als Blue Hawk - 3 afl.
- 2019-2022 This Is Us - als Ryan Sharp - 4 afl.
- 2021 All Rise - als deputy Pete Rashel - 3 afl.
- 2019 For All Mankind - als Fred - 2 afl.
- 2018 Shades of Blue - als Cole - 9 afl.
- 2017-2018 Dynasty - als Matthew Blaisdel - 4 afl.
- 2017 Chicago P.D. - als Kenny Rixton - 6 afl.
- 2015 The Player - als Nick - 4 afl.
- 2011-2015 Revenge - als Jack Porter - 89 afl.
- 2009-2011 It's Always Sunny in Philadelphia - als Brad Fisher - 3 afl.
- 2007-2008 Without a Trace - als Joe Giusti - 3 afl.
- 2006 Vanished - als Gabe Barnett - 2 afl.
- 1999-2002 Roswell High - als Kyle Valenti - 61 afl.
- 1997-1998 Team Knight Rider - als Kevin "Trek" Sanders - 22 afl.

- Library of Congress Control Number: n2018068858
- Virtual International Authority File: 8566154441761335460003
- WorldCat: E39PBJvMwPxyVHwWrPdVDP6h73